# Marada
Marada war eine Gruppe unabhängiger Gemeinschaften im Libanongebirge und dem umliegenden Hochland nach der Eroberung Syriens durch die arabischen Kalifen in den 630er-Jahren.
Während einige Historiker darlegen, dass die Marada „Staaten“ bildeten, die von einer maronitischen aramäisch-sprechenden christlichen Kriegerelite, den Mardaiten geführt wurden, tendieren andere Historiker dazu, ihre Bedeutung herunterzuspielen, und beschreiben ein komplexeres Szenario. Splitter von christlich-aramäischen Stammesgruppen schafften es, im zerklüfteten Hinterland der Küstenkette des Libanongebirges sich eine relative Autonomie zu erhalten, die damals die Grenzlinie zwischen Umayyaden und Byzantinern war. Die byzantinische Expansion zwischen 985 und 1025 verursachte die Einwanderung der Maroniten aus dem Tal des Orontes in die nördlichen Teile des Libanongebirges, hauptsächlich im Bereich des Wadi Qadischa. Die maronitischen Gruppen siedelten hier als ein Zusammenschluss von Stammesclans mit dem Patriarchen als ihrem Oberhaupt.
Während des libanesischen Bürgerkrieges nannte sich eine der maronitischen Milizen „Marada-Brigade“.